# Steven Paters
 (juillet 2022).
La mise en forme du texte ne suit pas les recommandations de Wikipédia : il faut le « wikifier ».
Les points d'amélioration suivants sont les cas les plus fréquents. Le détail des points à revoir est peut-être précisé sur la page de discussion.
- Les titres sont pré-formatés par le logiciel. Ils ne sont ni en capitales, ni en gras.
- Le texte ne doit pas être écrit en capitales (les noms de famille non plus), ni en gras, ni en italique, ni en « petit »…
- Le gras n'est utilisé que pour surligner le titre de l'article dans l'introduction, une seule fois.
- L'italique est rarement utilisé : mots en langue étrangère, titres d'œuvres, noms de bateaux, etc.
- Les citations ne sont pas en italique mais en corps de texte normal. Elles sont entourées par des guillemets français : « et ».
- Les listes à puces sont à éviter, des paragraphes rédigés étant largement préférés. Les tableaux sont à réserver à la présentation de données structurées (résultats, etc.).
- Les appels de note de bas de page (petits chiffres en exposant, introduits par l'outil «  Source ») sont à placer entre la fin de phrase et le point final[comme ça].
- Les liens internes (vers d'autres articles de Wikipédia) sont à choisir avec parcimonie. Créez des liens vers des articles approfondissant le sujet. Les termes génériques sans rapport avec le sujet sont à éviter, ainsi que les répétitions de liens vers un même terme.
- Les liens externes sont à placer uniquement dans une section « Liens externes », à la fin de l'article. Ces liens sont à choisir avec parcimonie suivant les règles définies. Si un lien sert de source à l'article, son insertion dans le texte est à faire par les notes de bas de page.
- La présentation des références doit suivre les conventions bibliographiques. Il est recommandé d'utiliser les modèles {{Ouvrage}}, {{Chapitre}}, {{Article}}, {{Lien web}} et/ou {{Bibliographie}}. Le mode d'édition visuel peut mettre en forme automatiquement les références.
- Insérer une infobox (cadre d'informations à droite) n'est pas obligatoire pour parachever la mise en page.

Pour une aide détaillée, merci de consulter Aide:Wikification.
Si vous pensez que ces points ont été résolus, vous pouvez retirer ce bandeau et améliorer la mise en forme d'un autre article.
Steven Paters, né le 20 octobre 1967, est un photographe & réalisateur français. 

## Biographie
Séries photos: Les fantômes font-il du 41,  Citoyen ou Discipliné?, Ghost Shadow (récompensée par un prix international photographie ND award. Novembre 2018), Something comes from River Street (New York photography award, décembre 2021 et premier prix au ND awards Novembre 2018).
Livre Citoyen ou Discipliné? édité aux éditions du Chameau en décembre 2018
Expositions: série Citoyen ou discipliné? (Greenpoint Gallery et MotherShip à NYC Brooklyn en février 2019 et à Bretteville l’Orgueilleuse en 2022). Série Ghost Shadow (Greenpoint Gallery en février 2020).
Vidéos: réalisation de clips vidéo pour les groupes Exiit (Aaaaahhhhh, Tuxedo, Hestaite live, Ouamaya,  Opinion, Gravity,  Exiit feat Jeff Hallam (Alone), Outside Brooklyn (Rien), Bam Bam Tikilik, Injane, DivaDivin (Bello & Sexy)...
Réalisation en cours: documentaire de 126 min "travel behind the sound" dont la sortie est programmée en 2025.

## Œuvre et style
Son travail photographique explore l’espace urbain : couleurs, textures, rythme des lignes, angles... tels sont les matériaux qui alimentent ses réalisations. Son réalisme singulier ouvre sur une poésie de l’absence, que seuls quelques passants semblent habiter. L’œil-caméra de Steven Paters explore la ville (souvent américaine), son vide existentiel et invite à un road movie photographique urbain. Son travail se concentre sur les thèmes du questionnement, explorant les frontières entre l'homme et ses fragilités. Exemples : Série “les fantômes font-il du 41”, série  “Citoyen ou Discipliné ?", (récompensé par un prix international photographie ND award.  Novembre 2018) ou encore la série "Something comes from River Street" (récompensée par un prix New York photography award. Décembre 2021 et premier prix au ND awards. Novembre  2018).
Le projet Citoyen ou discipliné ? à fait l'objet d'un livre édité aux Editions du Chameau en décembre 2018. 25 tirages indépendants dans un coffret, composent le livre expo. Accompagné d’une photo de Steven Paters où le panneau STOP est central, 25 auteurs (nathalie baert, isabelle balcells, paul bony, luc brou, cox catherinet, pauline cescau, sylvain champion, laurent cauville, lena simon, ophélie deyrolle, philippe géhanne, franck hélix, hugo simon, jan lou janeir, esther maria, patricia vicq, thierry marie dit dalet, nathalie montigné, mathilde quéval, patrick simon, nvigot, adèle schmit, mila soulimoff, samuel thyrion, robin simon) ont laissé leur plume s’exprimer sur la base du pitch posé par le photographe : "Signal d’alerte ? Et si le Stop universel était un message, le message. 99,87 % d’entre nous s’arrêtent à un Stop, selon une étude de 2015 non réalisée. Citoyen ou discipliné ? Ça chauffe les gars. Stop ou encore ?".
Citoyen ou discipliné ? a aussi fait l'objet d'expositions : à Brooklyn, NYC (Greenpoint Gallery et au MotherShip) en février 2019, et à Bretteville l'Orgueilleuse en mars 2022. Critiques dans la presse WeCulteet dans la revue littéraire Perluèteen janvier 2019.
D'autres séries photographiques de l'auteur ont fait l'objet d'expositions ou d'articles dans la presse : La série "Pipole" présentée par l'auteur comme suit : "Capter le romantisme de la vie qui passe ? Se laisser surprendre par un éclat graphique inattendu ? Pointer la faillite d’une nouvelle rencontre et d’un nouveau carrefour de vie ? Sans doute, un bouillon mal digéré de ces ingrédients". L'article de presse en février 2019 du magazine WeCulte en donne sa vision. On notera aussi la série très introspective "Ghost Shadow" qui explore le quartier de Greenpoint (Brooklyn) en février 2019. L"auteur présente ce travail comme : "Un destin qui rencontre des matériaux qui me parlent et me nourrissent de leurs mystères et de leur détresse". La série "Ghost Shadow" à fait l'objet d'une exposition à la Greenpoint Gallery en février 2020.
Toujours dans le domaine de la photographie, on remarquera une collaboration sur le projet comme "Mixed" ou Steven Paters s'est associé avec FAO photographe. Esther Maria notera : "Autant dire une rencontre improbable : conjuguer la droite et la courbe, la rigueur et le flou, l’évident et le suggéré... Pourtant l’intérêt de l’expérience saute aux yeux et les créations qui en résultent s’affichent comme une évidence, car les œuvres de ces deux-là ont en commun une puissante force de frappe". 
On notera aussi l'édition d'un livre aux éditions Blurb, La première dernière fois en août 2017. Cette courte nouvelle transporte le lecteur au cœur des quartiers de Williamsburg et Greenpoint, illustré par les images de l'auteur réalisées en février 2017.
Le travail vidéo de Steven Paters, s'exerce principalement sur la réalisation de clips vidéo pour différents groupes de musique (Exiit,,,, Outside Brooklyn, Bam Bam Tikilik...). On notera la réalisation, en forme d'hommage au groupe The B-52's, avec le clip "tuxedo" du groupe Exiit qui détourne les images du clip Love Shack, ou encore le clin d'œil au film "Night of the Living Dead" de George A. Romero pour le clip "Aaaaahhhhh" toujours du groupe Exiit. 
Depuis juillet 2022, Steven Paters travaille sur la réalisation d'un documentaire "thoughts behind the sound" dont la sortie est programmée en 2024. "Ce documentaire va à la rencontre de ceux qui ont fabriqué, sans le savoir, la bibliothèque sonore de l’auteur. Il y découvre les différentes facettes de la culture rock Belge et se rapproche de son âme musicale. Sa Belgitude sonore..." (Laurent Cauville)